# Црква Свете великомученице Недеље у Беларици
Црква Свете великомученице Недеље  је црква Српске православне цркве који се налази у насељу Батајница у београдској општини Земун.

## Опште информације
Црква се налази у земунском насељу Беларица, припада епархији сремској. Изградња цркве започета је 2016. године жељом грађана насеља Беларица и благословом епископа сремског Василија.
С озбиром да национални састав насеља Беларица чине Срби, који су због распада Југославије морали да напусте своја огњишта, пренели су материјализовано сећање на цркве свога завичаја градећи стилски сродну грађевину себи за утеху и наставак духовног и културног живота.
Тако је црква од цигала пројектована по угледу на далматинско-книнске богомоље, које у основи имају крст, негују строгу симетрију, покривене су кровом на више вода у неколико равни, у центру је шестоугаона купола, док се на прочељу уздиже високи звоник са два слободна звона различите величине. Ова црква представља реплику истоименог храма у Горњем Карину, која је срушена годину дана после Операције Олуја.